# Særslev
Særslev är en tätort i Nordfyns kommun i Region Syddanmark i Danmark. Tätorten har 801 invånare (2024). Den ligger på Fyn, cirka 7,5 kilometer sydost om Bogense.